# The Diabolical
The Diabolical es una película de ciencia ficción y terror estadounidense de 2015 dirigida por Alistair Legrand y escrita por Legrand y Luke Harvis. Protagonizada por Ali Larter como una madre soltera que lucha contra fuerzas malignas en su casa. Se estrenó en el festival SXSW en marzo de 2015 y, tras ser lanzada internacionalmente, tuvo un estreno limitado en los Estados Unidos en octubre de 2015.

## Argumento
Madison, una madre soltera, vive con sus dos hijos, Jacob y Hayleigh, en una casa suburbana. Las dificultades financieras de Madison la llevan a considerar declararse en bancarrota. Jacob estuvo involucrado en una pelea seis meses antes y ahora ve a un consejero para evaluar su estado mental. Madison está saliendo con el tutor de ciencias de su hijo, Nikolai. La familia experimenta fenómenos paranormales que se manifiestan como una aparición ensangrentada y atada, y un hombre calvo. Aunque Madison contrata a parapsicólogos y psíquicos para investigar la actividad paranormal, ninguno puede ayudarla. Un hombre que representa a un laboratorio de investigación llamado CamSET hace una oferta por su casa con la esperanza de desarrollar la zona. Una noche, mientras la aparición calva intenta hacer daño a los niños, intentan huir de la casa, pero los niños se enferman gravemente cada vez que salen. Madison decide que todos deben quedarse en la casa hasta que se encuentre una solución.
Nikolai llega y presencia una de las apariciones. Instalan equipos de monitoreo científico para encontrar una solución al fenómeno paranormal. El hombre calvo se materializa y ataca a la familia, haciéndolos huir escaleras arriba, donde los dedos del hombre calvo quedan atrapados en una puerta. Mientras analiza las imágenes capturadas del hombre calvo, Madison descubre que lleva puesta una camisa de CamSET. Después de buscar en línea, encuentra una referencia al Proyecto ECHO y que Nikolai trabajaba anteriormente en CamSET. Nikolai explica que estaban trabajando en teletransportación con sujetos humanos, pero él se fue debido a preocupaciones éticas. El proyecto estaba al menos a cuarenta años de completarse, así que Nikolai deduce que el hombre calvo debe venir del futuro. Madison y Nikolai colocan trampas y fabrican armas improvisadas con la esperanza de matar al hombre calvo cuando vuelva a materializarse.
Golpean al hombre calvo hasta someterlo. La policía llega, pero son rápidamente asesinados cuando el hombre calvo se despierta de nuevo, y Nikolai queda inconsciente. Madison intenta proteger a sus hijos en el sótano, pero resulta gravemente herida. Su hijo recibe un corte en la mejilla derecha que aparece instantáneamente en la cara del hombre calvo, y Madison se da cuenta de que el hombre calvo es su hijo Jacob del futuro. Nikolai recupera la conciencia y dispara al hombre calvo en la espalda con una de las armas de los policías muertos. Madison se acuesta junto al hombre calvo y es transportada al futuro. Allí se explica que su hijo fue capturado al intentar incendiar el laboratorio debido a algo que CamSET hizo a su madre. Posteriormente, fue lobotomizado y utilizado como sujeto de prueba en el Proyecto ECHO cuarenta años en el futuro. Madison es curada y enviada de vuelta a su propio tiempo, donde mira fijamente hacia adelante mientras su hijo la abraza.

## Reparto
- Ali Larter como Madison
- Arjun Gupta como Nikolai
- Max Rose como Jacob
- Chloe Perrin como Haley
- Kurt Carley como El Prisionero
- Merrin Dungey como Mrs. Wallace
- Patrick Fischler como Austin Hamilton
- Wilmer Calderon como Miguel
- Tom Wright como Curtis
- Laura Margolis como Marcy
- Joe Egender como Carl
- Ethan Josh Lee como Amigo Nerd
- Thomas Kuc como Danny

## Producción
Larter mencionó que aunque le gustó la combinación de géneros en la película, lo que la atrajo fue la dinámica familiar y la lucha de su personaje por proteger a sus hijos. Legrand dijo que quería hacer una película que mezclara elementos de ciencia ficción y horror. Fue influenciado por David Cronenberg en cuanto a los monstruos basados en la realidad, la énfasis de Steven Spielberg en personajes simpáticos y los planos largos de John Carpenter. También citó cómo Alien ocultaba a su monstruo, lo que, según él, aumentaba la tensión. Legrand no quería distraer a la audiencia con homenajes llamativos, así que tomó solo pequeñas cantidades de cada cineasta. Los efectos especiales fueron prácticos, una decisión que Legrand dijo que ayudó a los actores a reaccionar de manera creíble ante las amenazas en la película. El rodaje tuvo lugar en febrero de 2014.

## Lanzamiento
The Diabolical se estrenó en el festival SXSW el 17 de marzo de 2015. Fue lanzada en Tailandia el 12 de agosto y en Malasia el 1 de octubre de 2015. La recaudación total internacional fue de $84,259. XLrator Media la lanzó en los Estados Unidos el 16 de octubre de 2015, a través de video bajo demanda y en cines.

## Recepción
Rotten Tomatoes, un agregador de reseñas, informa que el 40% de los 10 críticos encuestados dieron a la película una reseña positiva; la calificación promedio es de 4.4/10. En Metacritic, la película tiene una puntuación de 25 sobre 100 basada en cuatro reseñas, lo que indica "reseñas generalmente desfavorables".
Drew Tinnin de Dread Central le otorgó una calificación de 1.5/5 estrellas y escribió: "The Diabolical simplemente no hace lo suficiente con todo su tiempo de ejecución y sirve como un ejemplo de cómo el nuevo modelo de un antiguo tropo de horror con un giro novedoso también está volviéndose tedioso". Howard Gorman de la revista Scream le otorgó una calificación de 4/5 estrellas y escribió: "Con un guion tan imaginativo, esta película está destinada a revisiones infinitas, ya que querrás señalar todas las señales y pistas que te perdiste". Gary Goldstein del Los Angeles Times escribió: "The Diabolical es un thriller de horror tibio que nunca logra vender, y mucho menos aclarar, su concepto potencialmente ambicioso". Maitland McDonagh de Film Journal International la llamó una "película de horror psicológico ambiciosa y sombría" que podría no apelar a los fanáticos tradicionales de las películas de horror que no les gusta el desarrollo lento de dramas familiares.

## Otras lecturas
- Interview with Ian Hultquist en We Got This Covered
- Interview with Ross Dinerstein en Shockya.com
- Interview with Ross Dinerstein en Dread Central